# Konstantin Wawra
Konstantin „Tino“ Wawra (* 30. Juni 1979 in Linz) ist ein ehemaliger österreichischer Fußballspieler. Seit Jänner 2025 ist Wawra technischer Direktor beim österreichischen Bundesligisten Grazer AK.

## Karriere
Wawra begann seine Karriere in den Jugendmannschaften des ASKÖ Leonding und Donau Linz in Oberösterreich und kam beim letztgenannten Verein auch im Herrenfußball zum Einsatz. 2000 wechselte er in die höchste österreichische Spielklasse zur SV Ried, wo er auch in diesem Jahr sein Debüt gab. 2002, ein Jahr vor dem Abstieg der SV Ried aus der Bundesliga, wechselte Wawra zum FC Gratkorn in die Steiermark. 2004 gelang ihm mit dem FC Gratkorn der Aufstieg in die zweithöchste österreichische Spielklasse. 2006 wechselte er innerhalb dieser Liga wieder zurück nach Oberösterreich zum SC Schwanenstadt. Wawra hatte für die SV Ried in der 1. Bundesliga insgesamt 52 Einsätze. Wawra absolvierte in Folge 125 Spiele in der Red-Zac-Liga (2. Bundesliga) für Gratkorn und Schwanenstadt.
Zwischen 2008 und 2013 spielte Wawra bei FC Blau-Weiß Linz in der Regionalliga Mitte, wo ihm in der Saison 2010/11 als Kapitän wieder der Aufstieg in die Erste Liga und damit wieder in den Profibereich gelang. Nach einer Saison bei ASKÖ Donau Linz und einer Hinrunde als Co-Trainer (unter Reinhard Burits) bei der Union St. Florian wechselte er 2015 wieder zu seinem Stammverein ASKÖ Leonding, ließ dort die aktive Karriere ausklingen und war nebenbei auch als Co-Trainer der Mannschaft aktiv.
Zudem war Wawra von Dezember 2008 bis 2013 in der Sportredaktion der Kronen Zeitung als Journalist tätig. Von 2013 bis 2019 war er bei Stars&Friends Austria in Wels als Scout und Spielerberater tätig.
Am 1. Juli 2019 kehrte Wawra als Sportdirektor zum FC Blau-Weiß Linz zurück. Nach vier Spielzeiten bei den Linzern, in denen diese den Meistertitel in der 2. Liga und somit den Aufstieg in die Bundesliga erreicht hatten, beendete Wawra sein dortiges Engagement und übergab an Christoph Schösswendter.
Nachdem er sich gegen eine Vertragsverlängerung bei den Stahlstädtern entschieden hatte, wurde er im Sommer 2023 Sportdirektor beim Zweitligisten SKN St. Pölten. Anfang Mai 2024 löste Wawra im beidseitigen Einvernehmen mit dem SKN St. Pölten als Sportdirektor mit sofortiger Wirkung auf. Erst kurz zuvor hatte Sport-Geschäftsführer Jan Schlaudraff seinen Rückzug mit Saisonende bekanntgegeben. Zeitgleich mit Wawra wechselte auch der bisherige Trainer Philipp Semlic den Verein.
In der Winterpause 2024/25 wurde Tino Wawra zum neuen technischen Direktor des Bundesligisten GAK bestellt und unterschrieb dabei einen Vertrag mit einer Laufzeit von zweieinhalb Jahren. Mit den Grazern schaffte er 2024/25 nur knapp den Klassenerhalt.